# کیم اون چول
کیم اون چول (انگلیسی: Kim Un-chol؛ زادهٔ september ۲۳, ۱۹۷۹ (۴۵ سال)) ورزشکار بوکس اهل کره شمالی است.
وی در مسابقات کشوری و بین‌المللی در مجموع برندهٔ ۱ مدال برنز شده‌است.